# Les Rois du burger
Ne doit pas être confondu avec Burger King.
Les Rois du burger (Burger Kings) est un épisode de la série télévisée d'animation Les Simpson. Il s'agit du dix-huitième épisode de la trente-deuxième saison et du 702e de la série.

## Synopsis
En découvrant Homer mangeant un burger, M. Burns se met à apprécier cette nourriture nouvelle. Cependant, à la suite d'une attaque cardiaque, il est contraint de manger des burgers végétaux, créés spécialement pour lui, le poussant à ouvrir une chaîne de restauration spécifique à ces burgers. Mais, tandis qu'Homer devient le visage de cette société et que Marge achète des actions, Lisa va découvrir le pot-aux-roses, causant des incertitudes chez ses parents...

## Réception
Lors de sa première diffusion, l'épisode a attiré 1,24 million de téléspectateurs.